# Carabineiro

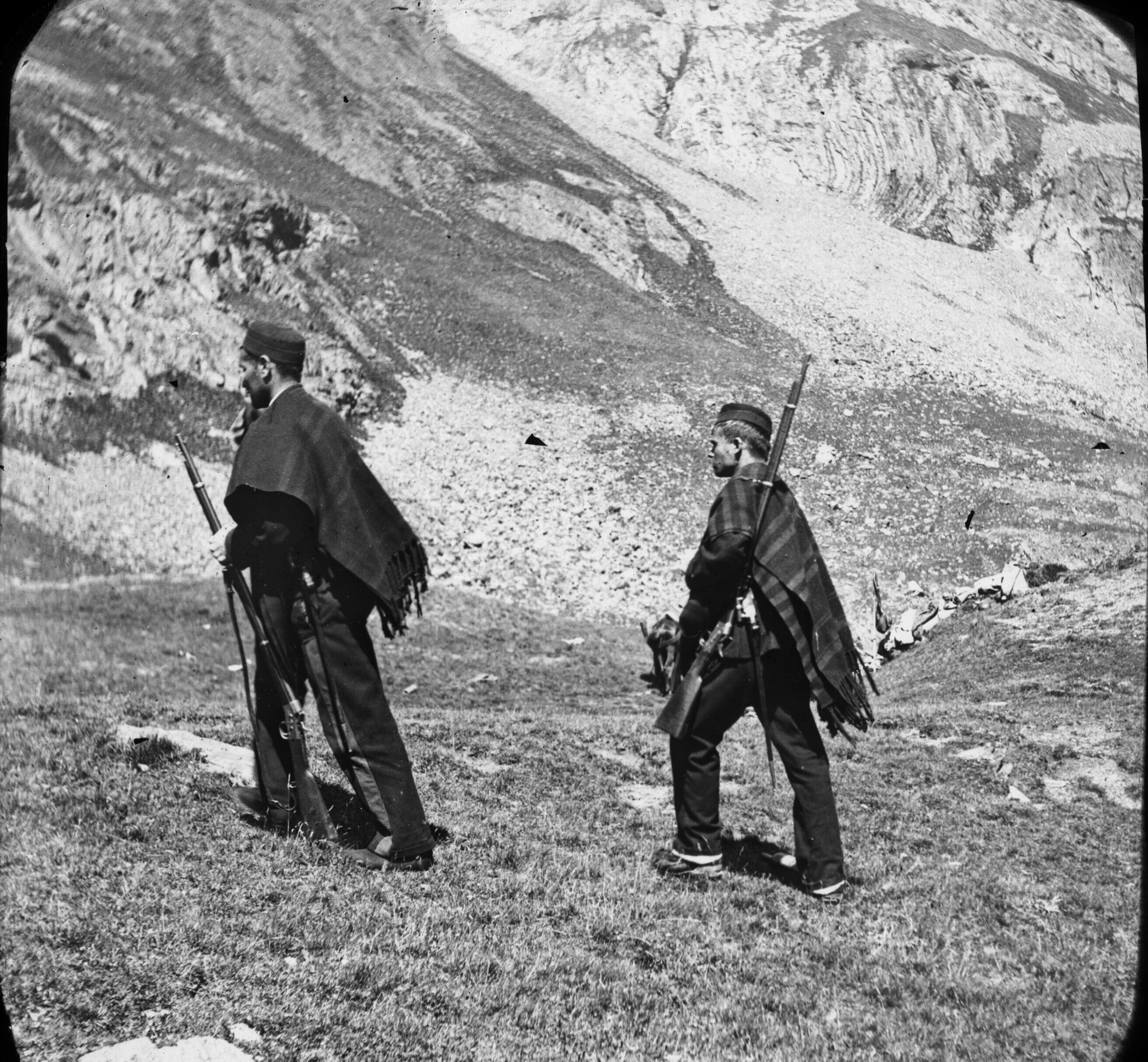
Dois carabineiros espanhóis.

Originalmente, um carabineiro era um soldado de cavalaria armado com uma carabina (uma versão mais curta do mosquete). 
A carabina era considerada uma arma de fogo mais adequada para uso de um cavaleiro do que um mosquete com o comprimento completo, uma vez que era mais leve e fácil de manusear a cavalo. 
O termo carabineiro acabou por ser aplicado a outros tipos de soldados armados com carabinas, como os membros de algumas unidades de infantaria ligeira e de gendarmaria. A variante "clavineiro" foi também utilizada, referindo-se à clavina, uma versão da carabina usada especificamente pela cavalaria.
Atualmente, por tradição, a designação "carabineiro" mantém-se em uso nos exércitos e forças de segurança de alguns países.

## Origem
Um carabineiro era um soldado de cavalaria armado com uma carabina. Tal como os Dragões, os carabineiros eram por vezes considerados soldados de infantaria montada pois podiam desmontar para combater a pé. Os Carabineiros combateram durante as Guerras Napoleónicas e em vários conflitos do século XIX. Os Carabineiros diferiam de Exército para Exército, mas tipicamente eram soldados de cavalaria média.
Napoleão Bonaparte herdou dois regimentos de Carabineiros que obtiveram algum prestígio nas suas campanhas. Em 1810 os Carabineiros franceses foram equipados como Cavalaria Pesada, com capacetes e couraças, deixando de ser armados de carabina. O Exército Britânico organizou ocasionalmente regimentos de Carabineiros. Hoje em dia, o regimento britânico "Royal Scots Dragoon Guards (Reais Guardas Dragões Escoceses)" tem como subtítulo o de "Carabiniers and Greys". Já o Exército Belga tem um regimento de carabineiros (actualmente unido ao de Granadeiros, mas integrado na arma de infantaria.
A Itália tem uma famosa força de Carabineiros (os Carabinieri) que desempenha a função de polícia militarizada. A principal força policial do Chile também é denominada Carabineiros (Carabineros de Chile). Carabineros era também a designação da guarda fiscal espanhola antes de ser incorporada na Guarda Civil.

## Carabineiros a pé
As primeiras tropas a pé designadas "carabineiros" foram os membros das companhias de elite dos regimentos de infantaria ligeira do Exército Francês, criadas em 1794. Os carabineiros eram equiparados aos granadeiros dos regimentos de infantaria de linha. Existiram carabineiros igualmente nas legiões e outras unidades estrangeiras ao serviço da França.
Para além dos carabineiros franceses, existiram as seguintes tropas de carabineiros na infantaria dos seguintes países:
- Império Russo - durante as Guerras Napoleónicas, os pelotões do flanco direito dos batalhões de Yeger (caçadores) eram designados carabineiros. Para além dos pelotões de elite dos batalhões de Yeger, também passaram a existir seis regimentos de carabineiros, a partir de 12 de fevereiro de 1816. Depois da Guerra da Crimeia, os regimentos de carabineiros foram reclassificados como regimentos de strelski (atiradores);
- Bélgica - a arma de chasseurs (caçadores) do Exército Belga incluia o Regiment des Carabiniers (Regimento dos Carabineiros), que entrou em combate contra o Exército Alemão, no início da Primeira Guerra Mundial ainda fardado com o seu uniforme verde do século XIX, o qual incluía uma espécie de cartola. O regimento foi fundido em 1992, dando origem ao Regiment Carabiniers Prince Baudouin - Grenadiers (Regimento de Carabineiros Príncipe Balduíno - Granadeiros);
- Estados Pontifícios - este exército incluía unidades de carabinieri indigeni (carabineiros indígenas) formados por recrutas italianos e carabinieri esteri (carabineiros estrangeiros) formados por soldados estrangeiros;
- Reino de Itália (1805-1814) - o Exército do Reino de Itália incluia os Carabineiros da Guarda;
- Espanha - o reorganizado Exército Espanhol de 1812 incluía três batalhões de infantaria ligeira, um dos quais era de carabineiros;
- Reino da Vestfália - o exército deste estado alemão incluía os voltigeurs-carabiniers (volteadores-carabineiros) criados por Jerónimo Bonaparte. A partir de 1811, foram transformados nos Jäger Carabinier d'Elite (caçadores carabineiros de elite).

## Carabineiros a cavalo

### África do Sul
O Natal Carbineers Regiment (Regimento de Carabineiros do Natal) ou simplesmente Natal Carbineers é um regimento de reserva do Exército Sul-Africano. Apesar de atualmente ser atualmente uma pura unidade de infantaria, o Regimento tem origem numa unidade a cavalo.
Regimento traça a suas origem a 1854, mas foi levantado a 15 de janeiro de 1855. Em 1913, as duas alas do Regimento tornaram-se regimentos independentes, designados First e Second Mounted Rifles (Primeiro e Segundo de Atiradores Montados), mantendo-se coletivamente conhecidos como "Natal Carbineers". Em 1934, os dois regimentos passaram a designar-se "First" e "Second Natal Carbineers". Depois da Segunda Guerra Mundial voltaram a fundir-se num único regimento.

### França
Os carabineiros (a cavalo) franceses aparecem mencionados pela primeira vez na batalha de Nerwinden em 1693, sob o comando do príncipe de Conti. Apesar da sua função original ser o de uma polícia montada, semelhante a uma gendarmaria, a 29 de outubro de 1691 foram constituídas como tropas de combate por Luís XIV, organizando-se sob a forma de companhias dentro de cada regimento de cavalaria. Só em 1693 foi criado um regimento independente de carabineiros, o Corps royal des carabiniers (Corpo Real de Carabineiros), resultando do agrupamento de quatro esquadrões sob o comando de um tenente-coronel. Tal como a restante cavalaria francesa da época que não os gendarmes, o Corps royal de carabiniers era considerado uma unidade de cavalaria ligeira.
O Corps royal de carabiniers foi aumentado para 10 esquadrões no início da Guerra dos Sete Anos, estando aquartelado em Estrasburgo, onde permaneceu durante um século. Em 1762, a unidade foi alargada para cinco brigadas contendo 30 esquadrões, sendo, no entanto, reduzida para dois regimentos em 1788. Os regimentos de carabineiros mantiveram o uso de uma distintiva barretina de pele de urso até 1810, altura em que foi substituída por um ainda mais distintivo capacete de crista escarlate, passando também a usar uma couraça de ferro, com um revestimento de bronze. Nesta época, já não estavam armados com carabinas.
Os dois regimentos de couraceiros participaram ativamente nas Guerras Napoleónicas, estando presentes nas batalhas de Austerlitz, Friedland, Wagram, Borodino, Leipzig, Laon e Waterloo.
Depois da Segunda Restauração Borbónica, os dois regimentos foram fundidos num único. Voltaram a ser organizados como dois regimentos em 1824. Os carabineiros franceses participaram na Guerra Franco-Prussiana como um único regimento, parte da Guarda Imperial. A 4 de fevereiro de 1871, foram fundidos com o 11º Regimento de Couraceiros.
O atual 1-11e Régiment de Cuirassiers (1-11º Regimento de Couraceiros) do Exército de Terra Francês traça a sua origem aos regimentos de carabineiros do século XIX.

### Reino Unido
No atual Exército Britânico, a tradição dos carabineiros é mantida pelo regimento The Royal Scots Dragoon Guards (Reais Guardas Dragões Escoceses), que tem como título secundário o de "Carabiniers and Greys". Atualmente é uma unidade blindada, equipada com carros de combate Challenger 2. O regimento foi criado a 2 de julho de 1971, fruto da fusão dos regimentos 3rd Carabiniers (Prince of Wales's Dragoon Guards) e The Royal Scots Greys (2nd Dragoons). Por sua vez, o 3rd Carabiniers (3º de Carabineiros) tem origem no 9th Horse Regiment (9º Regimento a Cavalo) levantado em 1685. Em 1691, passou a designar-se "The King's Carabiniers" (Carabineiros do Rei). Em 1741, passou a 3rd Regiment of Horse (3º Regimento a Cavalo). Durante as Guerras Napoleónicas, designou-se "6th Dragoon Guards" (6º de Guardas Dragões) e em 1826 passou a 3rd Dragoon Guards (Carabiniers). Durante o século XX, passou a designar-se "The Carabiniers (6th Dragoon Guards)" e posteriormente "3rd Carabiniers (Prince of Wales's Dragoon Guards)" até ser fundido em 1971.
O título "carabineiros" também é mantido pelo Hampshire Yeomanry (Carabiniers), um regimento do Exército Territorial. Apesar de ter origem numa unidade de cavalaria voluntária (Yeomanry), o regimento desempenha hoje a função de unidade de artilharia antiaérea.